# Pidsullea, Lebedîn
Pidsullea (în ucraineană Підсулля) este un sat în comuna Hrînțeve din raionul Lebedîn, regiunea Sumî, Ucraina.

## Demografie
Componența lingvistică a localității Pidsullea
     Ucraineană (100%)
Conform recensământului din 2001, toată populația localității Pidsullea era vorbitoare de ucraineană (100%).